# Lévyproces
Een lévyproces, genaamd naar de Franse wiskundige Paul Lévy, is een continue-tijdstochastisch proces. De bekendste voorbeelden van lévyprocessen zijn de wiener- en de poissonprocessen.

## Eigenschappen

### Onafhankelijke aangroeiingen
Een continue tijd stochastisch proces wijst een toevalsveranderlijke {\displaystyle X_{t}} toe aan elk punt {\displaystyle t\geq 0} in de tijd. Het is dus een toevalsfunctie van {\displaystyle t}. De aangroeiingen van zo'n proces zijn de verschillen {\displaystyle X_{s}-X_{t}} tussen de waarden van het proces op de verschillende tijdstippen {\displaystyle t<s}. De aangroeiingen zijn onafhankelijk als {\displaystyle X_{s}-X_{t}} en {\displaystyle X_{u}-X_{v}} onafhankelijke toevalsvariabelen zijn, onder de voorwaarde dat de twee tijdsintervallen elkaar niet overlappen.

### Stationaire aangroeiingen
De aangroeiingen heten Stationair als de kansverdeling van de aangroeiing {\displaystyle X_{s}-X_{t}} alleen afhankelijk is van de lengte {\displaystyle s-t} van het tijdsinterval. Aangroeiingen over even lange tijdsintervallen zijn dus gelijkverdeeld.
In het geval van een wienerproces is {\displaystyle X_{s}-X_{t}} normaal verdeeld met verwachtingswaarde 0 en variantie {\displaystyle \sigma ^{2}}.
In het geval van een poissonproces is de kansverdeling van {\displaystyle X_{s}-X_{t}} een poissonverdeling met verwachtingswaarde {\displaystyle \lambda \,(s-t)}.

### Deelbaarheid
De kansverdelingen van de incrementen van een lévyproces zijn oneindig deelbaar. Er bestaat een lévyproces voor elke oneindig deelbare verdeling.

### Momenten
Het {\displaystyle n}-de moment {\displaystyle \mu _{n}(t)=\mathrm {E} (X_{t}^{n})} van elk lévyproces met eindige momenten is een veelterm in {\displaystyle t}, bovendien voldoet deze functie aan de binomiale betrekking:
{\displaystyle \mu _{n}(t+s)=\sum _{k=0}^{n}{n \choose k}\mu _{k}(t)\mu _{n-k}(s)}